# Live fra Bremen
Live fra Bremen var et satirisk sketchshow, der første gang blev sendt den 25. september 2009, og sidste gang 23. december 2013 på TV 2.

## Om showet
Hovedmændene bag Live fra Bremen - Lasse Rimmer, Lars Hjortshøj samt Casper Christensen som hovedforfatter og idémand - var tidligere en del af Casper & Mandrilaftalen, om end Live fra Bremen ikke er tænkt som en efterfølger.
De tre øvrige komikere der medvirkede i showet var Esben Pretzmann (Drengene fra Angora), Christina Sederqvist (den ene halvdel af makkerparret Winnie og Karina) samt skuespilleren Julie Agnete Vang.
Showet sendes direkte fra Metronome i København. Tidligere sendtes showet direkte fra Bremen, det tidligere Privatteatret i København, men i Sæson 4 fik showet en ny lokalitet. Sæson 5 sendes fra Nordisk Film i Valby.
Live fra Bremen er inspireret af det amerikanske sketch- og satireshow Saturday Night Live.[kilde mangler]
I anden sæson er Julie Agnete Vang og Christina Sederqvist stoppet, til gengæld har de fået fire nye skuespillere med: Lene Maria Christensen (Lulu & Leon), Iben Hjejle (Langt fra Las Vegas, Klovn), Andreas Bo Pedersen (Cirkusrevyen 2007 og 2009) og Christiane Schaumburg-Müller (2900 Happiness).
I tredje sæson er Christiane Schaumburg-Müller og Lene Maria Christensen stoppet, og i stedet har holdet fået selskab af Sofie Lassen-Kahlke (Anja og Viktor-filmene, 2900 Happiness), Julie Zangenberg (Klatretøsen) og Troels Malling (Krysters Kartel)
I fjerde sæson er både Sofie Lassen-Kahlke, Iben Hjejle, Troels Malling og Esben Pretzmann stoppet, og de fire nye ansigter der tager deres pladser er: Lisbeth Wulff (Anna Pihl), skuespilleren Esben Dalgaard, stand-up komikeren Thomas Warberg samt Christiane Schaumburg-Müller, som tidligere var med i sæson 2. Rollen som nyhedsvært varetages på skift af Lasse Rimmer, Huxi Bach og Jan Gintberg.
I 5. sæson er både Lars Hjortshøj, Christiane Schaumburg-Müller, Esben Dalgaard samt Lasse Rimmer stoppet, og det nye hold består af Julie Zangenberg, Lisbeth Wulff, Andreas Bo Pedersen, Thomas Warberg, Brian Lykke, Vicki Berlin og Simon Talbot. Lasse Rimmers rolle som vært på "Nyhederne – Sådan Cirka!" er overtaget af Jacob Wilson. 
I 6. sæson er der også sket en udskiftning – Iben Hjejle & Christiane Schaumburg-Müller er tilbage sammen med Jacob Wilson, Simon Talbot, Julie Zangenberg, Andreas Bo Pedersen, Thomas Warberg & Brian Lykke. Nye på holdet er Ruben Søltoft, vinder af DM i Stand Up 2010 og Anne Sofie Espersen, som vi kender fra Vild med dans og julekalenderen Ludvig & Julemanden
7 sæson har også budt på flere udskiftninger - Iben Hjejle, Christiane Schaumburg-Müller, Andreas Bo, Simon Talbot, Ruben Søltoft samt Julie Zangenberg går alle af. Derimod er Lars Hjortshøj tilbage igen i selskab med Brian, Thomas og Anne Sofie samt et nyt ansigt, Filippa Suenson som er kendt fra teatret.

## Gæsteværter

### Sæson 1
| Dato               | Gæstevært       |
| ------------------ | --------------- |
| 25. september 2009 | Paprika Steen   |
| 2. oktober 2009    | Uffe Holm       |
| 9. oktober 2009    | Simon Kvamm     |
| 16. oktober 2009   | Thure Lindhardt |
| 23. oktober 2009   | Iben Hjejle     |
| 30. oktober 2009   | Simon Jul       |
| 6. november 2009   | Mick Øgendahl   |
| 13. november 2009  | Søren Malling   |
| 20. november 2009  | Zlatko Buric    |
| 27. november 2009  | Nicolas Bro     |

### Sæson 2
| Dato             | Gæstevært             |
| ---------------- | --------------------- |
| 5. februar 2010  | Nikolaj Steen         |
| 12. februar 2010 | Ditte Hansen          |
| 19. februar 2010 | Michael Carøe         |
| 26. februar 2010 | Nikolaj Coster-Waldau |
| 5. marts 2010    | Jimmy Jørgensen       |
| 12. marts 2010   | Peter Gantzler        |
| 19. marts 2010   | Uffe Rørbæk Madsen    |
| 26. marts 2010   | Kirsten Lehfeldt      |
| 2. april 2010    | Jan Gintberg          |
| 9. april 2010    | Rasmus Botoft         |

### Sæson 3
| Dato               | Gæstevært               |
| ------------------ | ----------------------- |
| 17. september 2010 | Niels Olsen             |
| 24. september 2010 | Anders Breinholt        |
| 1. oktober 2010    | Anna Neye               |
| 9. oktober 2010    | Mia Lyhne               |
| 15. oktober 2010   | Anne-Grethe Bjarup Riis |
| 22. oktober 2010   | Jan Gintberg (2)        |
| 29. oktober 2010   | Frank Hvam              |
| 5. november 2010   | Jonatan Spang           |
| 12. november 2010  | Mette Horn              |
| 19. november 2010  | Benjamin Boe Rasmussen  |

### Sæson 4
| Dato             | Gæstevært                                               | Nyhederne - Sådan Cirka  |
| ---------------- | ------------------------------------------------------- | ------------------------ |
| 11. februar 2011 | Anders Breinholt (2), Esben Pretzmann & Niels Olsen (2) | Lasse Rimmer             |
| 18. februar 2011 | Laura Christensen                                       | Lasse Rimmer & Huxi Bach |
| 25. februar 2011 | Jacob Wilson                                            | Jan Gintberg             |
| 04. marts 2011   | Kristian Holm Joensen                                   | Huxi Bach                |
| 11. marts 2011   | Louise Mieritz                                          | Lasse Rimmer             |
| 18. marts 2011   | Simon Talbot                                            | Lasse Rimmer             |
| 25. marts 2011   | Remee                                                   | Jan Gintberg             |
| 01. april 2011   | Jarl Friis-Mikkelsen                                    | Huxi Bach                |
| 08. april 2011   | Mads Knarreborg                                         | Huxi Bach                |
| 15. april 2011   | Henrik Lykkegaard                                       | Jan Gintberg             |

I Sæson 4 har Nyhederne – Sådan Cirka-indslaget haft skiftende værter.

### Sæson 5
| Dato               | Gæstevært           |
| ------------------ | ------------------- |
| 16. september 2011 | Gordon Kennedy      |
| 23. september 2011 | Jimmy Jørgensen (2) |
| 30. september 2011 | Laura Drasbæk       |
| 7. oktober 2011    | Lars Ranthe         |
| 14. oktober 2011   | Niels Olsen (3)     |
| 21. oktober 2011   | Carsten Bang        |
| 28. oktober 2011   | Laura Kvist Poulsen |
| 4. November 2011   | Tomas Villum Jensen |
| 11. november 2011  | Jan Gintberg (3)    |
| 18. november 2011  | Jonas Schmidt       |

I Sæson 5 er Jacob Wilson vært i Nyhederne – Sådan Cirka.

### Sæson 6
| Dato             | Gæstevært                                      |
| ---------------- | ---------------------------------------------- |
| 10. februar 2012 | ingen                                          |
| 17. februar 2012 | Carsten Bang (2)                               |
| 24. februar 2012 | Frederik Fetterlein og Tomas Villum Jensen (2) |
| 02. marts 2012   | Gordon Kennedy (2)                             |
| 09. marts 2012   | Julie Ølgaard                                  |
| 16. marts 2012   | Tommy Kenter                                   |
| 23. marts 2012   | Jacob Riising                                  |
| 30. marts 2012   | Jonas Schmidt (2)                              |
| 06. april 2012   | Jes Dorph-Petersen                             |
| 13. april 2012   | Lars Hjortshøj                                 |
| 20. april 2012   | Jarl Friis-Mikkelsen (2)                       |
| 27. april 2012   | Rune Tolsgaard og Esben Pretzmann (2)          |

### Sæson 7
| Dato               | Gæstevært                                               |
| ------------------ | ------------------------------------------------------- |
| 07. september 2012 | Niels Olsen (4)                                         |
| 14. september 2012 | ingen                                                   |
| 21. september 2012 | ingen - Lasse Rimmer vikarierer for en syg Jacob Wilson |
| 28. september 2012 | ingen                                                   |
| 05. oktober 2012   | Jonas Schmidt (3)                                       |
| 12. oktober 2012   | Troels Malling                                          |
| 19. oktober 2012   | Per Pallesen                                            |
| 26. oktober 2012   | ingen                                                   |
| 02. november 2012  | Tommy Kenter (2)                                        |
| 09. november 2012  | Jarl Friis-Mikkelsen (3) og Bent Fabricius-Bjerre       |

### Sæson 8
| Dato             | Gæstevært          |
| ---------------- | ------------------ |
| 09. februar 2013 | ingen              |
| 15. februar 2013 | ingen              |
| 22. februar 2013 | Carsten Bang (3)   |
| 01. marts 2013   | Patrick Grothkær   |
| 08. marts 2013   | Jonas Schmidt      |
| 15. marts 2013   | Troels Malling (2) |
| 22. marts 2013   | ingen              |
| 29. marts 2013   | ingen              |

## Fast hold gennem tiden
| Fast deltager                | Sæson 1 | Sæson 2     | Sæson 3   | Sæson 4            | Sæson 5 | Sæson 6     | Sæson 7 | Sæson 8                       |
| Tema                         |         | 70'er Disko | 80'er Pop | 50'er "Rockabilly" | Cowboys | 60'er Twist | Heavy   | 20' og 30'ernes gangstermiljø |
| ---------------------------- | ------- | ----------- | --------- | ------------------ | ------- | ----------- | ------- | ----------------------------- |
| Christina Sederqvist         | X       |             |           |                    |         |             |         |                               |
| Julie Agnete Vang            | X       |             |           |                    |         |             |         |                               |
| Esben Pretzmann              | X       | X           | X         | g                  |         | g           |         |                               |
| Lasse Rimmer                 | V       | V           | V         | V                  |         |             |         |                               |
| Lars Hjortshøj               | X       | X           | X         | X                  |         | g           | X       |                               |
| Andreas Bo                   |         | X           | X         | X                  | X       | X           |         | X                             |
| Lene Maria Christensen       |         | X           |           |                    |         |             |         |                               |
| Iben Hjejle                  | g       | X           | X         |                    |         | X           |         |                               |
| Christiane Schaumburg-Müller |         | X           |           | X                  |         | X           |         | X                             |
| Troels Malling               |         |             | X         |                    |         |             | g       |                               |
| Sofie Lassen-Kahlke          |         |             | X         |                    |         |             |         |                               |
| Julie Zangenberg             |         |             | X         | X                  | X       | X           |         |                               |
| Esben Dalgaard               |         |             |           | X                  |         |             |         |                               |
| Huxi Bach                    |         |             |           | V                  |         |             |         |                               |
| Jan Gintberg                 |         | g           | g         | V                  | g       |             |         |                               |
| Thomas Warberg               |         |             |           | X                  | X       | X           | X       | X                             |
| Lisbeth Wulff                |         |             |           | X                  | X       |             |         |                               |
| Vicki Berlin                 |         |             |           |                    | X       |             |         |                               |
| Jacob Wilson                 |         |             |           | g                  | V       | V           | V       | V                             |
| Brian Lykke                  |         |             |           |                    | X       | X           | X       | X                             |
| Simon Talbot                 |         |             |           | g                  | X       | X           |         |                               |
| Anne Sofie Espersen          |         |             |           |                    |         | X           | X       | X                             |
| Ruben Søltoft                |         |             |           |                    |         | X           |         |                               |
| Filippa Suenson              |         |             |           |                    |         |             | X       | X                             |
| Robert Hansen                |         |             |           |                    |         |             |         | X                             |
| Ditte Arnth                  |         |             |           |                    |         |             |         | X                             |
| Kasper Nielsen               |         |             |           |                    |         |             |         | X                             |
| Rasmus Bjerg                 |         |             |           |                    |         |             |         | X                             |

- X sketchdeltager
- V fast eller skiftende nyhedsvært
- g gæstevært (i tidligere eller senere sæson)